# Cechovní heraldika

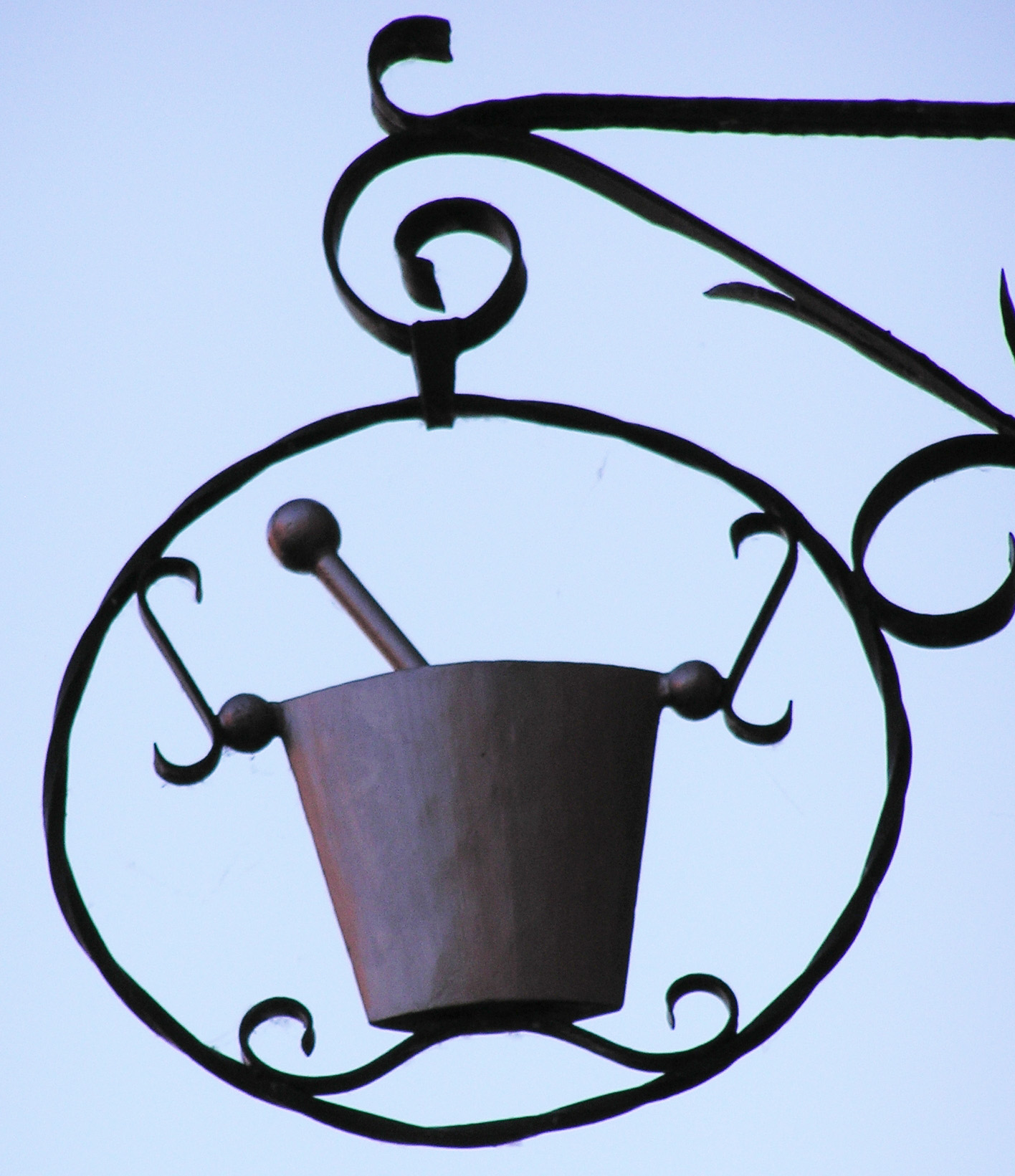
Cechovní heraldika - lékárník

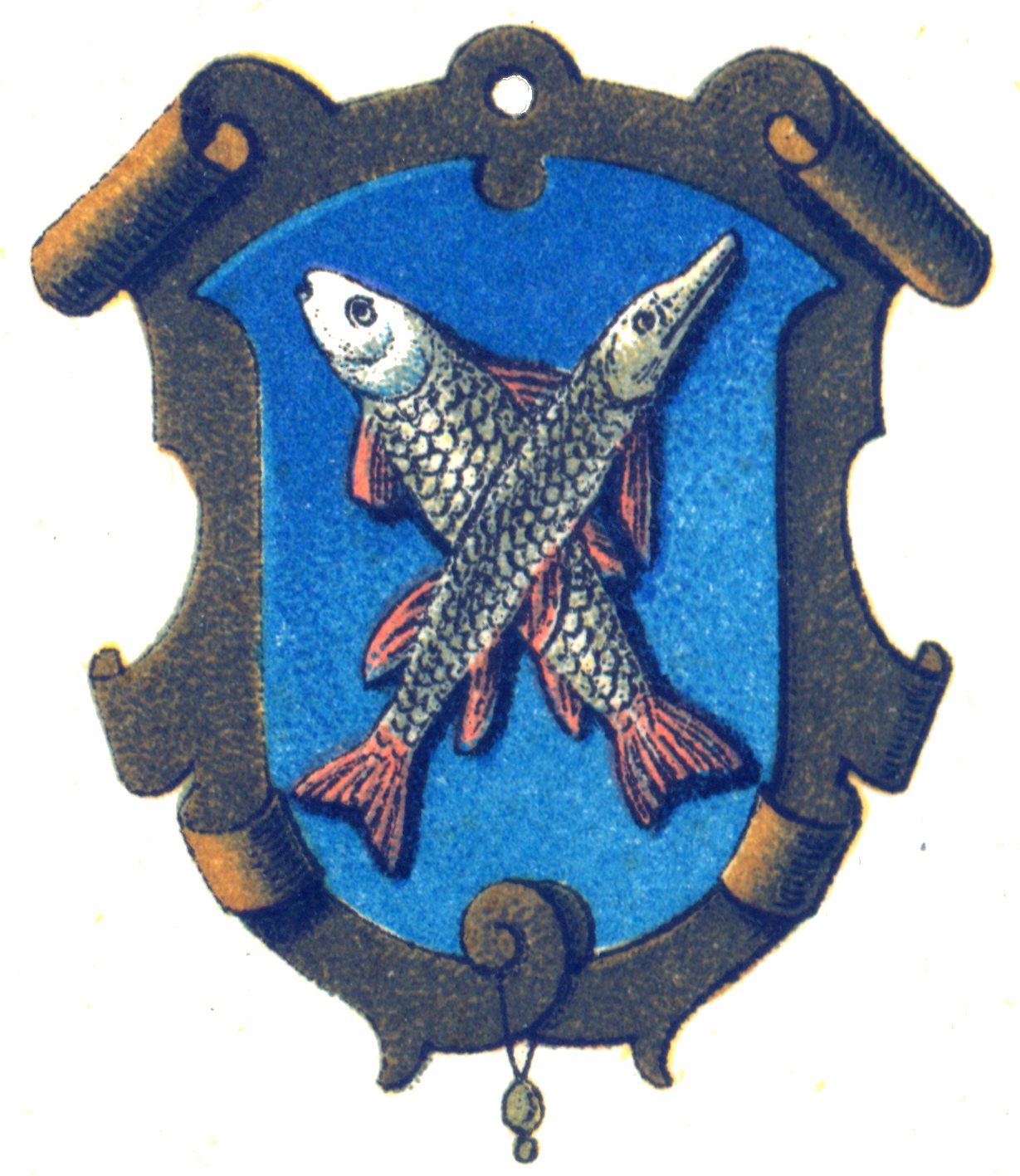
Znak cechu rybářů

Cechovní heraldika je součást heraldiky, jež se zaobírá popisem znaků a znamení cechů a analyzuje funkce těchto znaků v kontextu jejich působnosti. Nejčastěji tvořila heraldická výzdoba pole pečetí, objevovala se však také na cechovních truhlicích, pohárech, pohřebních štítech, korouhvích apod.

## Historie
Cechovní heraldika se konstituovala, na rozdíl od dalších jednotlivých druhů heraldiky, až v období pozdního středověku. Cechy byly původně panovníkem potlačovány a teprve po jejich legalizaci se mohla naplno rozvinout jejich vlastní znaková výzdoba jako součást svébytnosti této společenské skupiny.
Ve starší době ovšem existovala znamení jednotlivých řemeslníků jako značky na jejich výrobcích, či vývěsní štíty apod. Nicméně první cechovní erby v českých zemích s největší pravděpodobností vznikaly až v době husitské revoluce, kdy se jednotliví řemeslníci organizovali k obraně svých měst, a ze které města samotná vyšla s upevněním svého postavení. Zpráva o udělené erbovní listině udělené císařem Zikmundem Lucemburským se zachovala z roku 1437. Jednalo se o erbovní listinu pro pražské řezníky. Další údaje o erbech pražských cechů také zachycují tzv. Soběslavova práva přibližně v roce 1440. V 15. století došlo k prudkému nárůstu cechovní symboliky, přičemž jednotlivé cechy si volily svá znamení samostatně, jiné je dostávaly přímo od panovníka. Některá poddanská města pak od své vrchnosti. V některých, zejména malých městech, se přímo do jednoho cechu spojovala povolání příbuzná, v jiných dokonce jeden cech tvořila všechna působící povolání. Cechy v malých městech pak ve velké míře také napodobovaly symboliku z měst významnějších.
K částečnému zrušení cechů došlo v roce 1859, k úplnému poté v roce 1872, kdy se nástupci cechů stala jednotlivá společenstva, která v mnoha případech heraldickou výzdobu převzala, avšak již jako pouze dekorační funkci, často již neovlivněnou heraldickými pravidly. Setkat se v této době také lze s „erby“ moderních živností, jako fotografové apod.

## Symboly cechovní heraldiky
Celková symbolika cechovních erbů lze rozdělit do čtyřech hlavních skupin:
1. Nářadí a pracovní pomůcky příslušného řemesla
2. Typické výrobky
3. Materiál a suroviny používané v daném řemesle
4. Patron řemesla či řemeslníků, případně jeho atributy